# Острів (Коростенський район)
О́стрів — село в Україні, в Коростенському районі Житомирської області. У підпорядкуванні Овруцької міської громади. Населення становить 520 осіб.

## Історія села
Село Острів (Стара назва Стовпечно) засноване в другій половині ХІХ століття як колонія. У 1911 році налічувало 189 жителів та 36 дворів. Через наближення до районого міста в усі часи жили тут ремісники і господарі. Свою продукцію почасту несли до міста на продаж.
Колишній орган місцевого самоврядування — Зарічанська сільська рада.

## Адмістративно-територіальний поділ
За адміністративно-територіальним поділом село Острів в різні роки підпорядковувалось Підрудянській сільській раді (1923, 1944), Острівське (1941), В. Фоснянській сільській раді (17.01.1977). З 1990 року у складі Зарічанської сільської ради.[1]

## Етимологія назви
Імовірно, назва Острів пов'язана з тим, що раніше село було оточене водними об'єктами.

## Об'єкти інфрастуктури
Поряд з селом проходять залізниця (Санкт-Петербург — Одеса), автомагістраль Мозир — Житомир. Також в селі є медичний пункт, сільський клуб. Ще дія школа підготовки водіїв. 1990 року утворюється КСП «Зоря», яке згодом стає селянсько-фермерським господарством (СФГ) «Зоря» в сусідньому селі Заріччя, але до нього входить і колгосп села Острів. Біля села знаходиться АЗС.

## Видатні жителі
- Бойко Володимир Семенович — відомий шахтар, нагороджений орденом «Шахтарської слави» ІІ ст.
- Колесникова Любов Степанівна — акторка, заслужена артистка України.
- Юрчак Володимир Пилипович (1936-1996) — почесний лікар України, кандидат медичних наук.[1]